# Lapjärvi
Lapjärvi är en sjö i Finland. Den ligger i kommunen Miehikkälä i landskapet Kymmenedalen, i den södra delen av landet, 150 km öster om huvudstaden Helsingfors. Lapjärvi ligger 65 meter över havet. I omgivningarna runt Lapjärvi växer i huvudsak barrskog. Arean är 41 hektar och strandlinjen är 7,02 kilometer lång. Sjön  ingår i Virojokis huvudavrinningsområde. 